# قائمة مساجد الموصل
تحتوي مدينة الموصل على الكثير من المساجد الأثرية القديمة بالإضافة إلى المراقد والأضرحة ومنها:
1. جامع النبي يونس
2. جامع النوري
3. جامع الخاتون

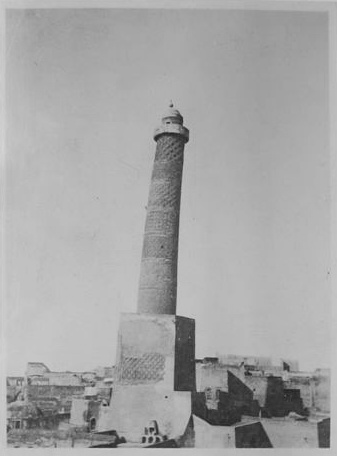
المنارة الحدباء في عام 1918م

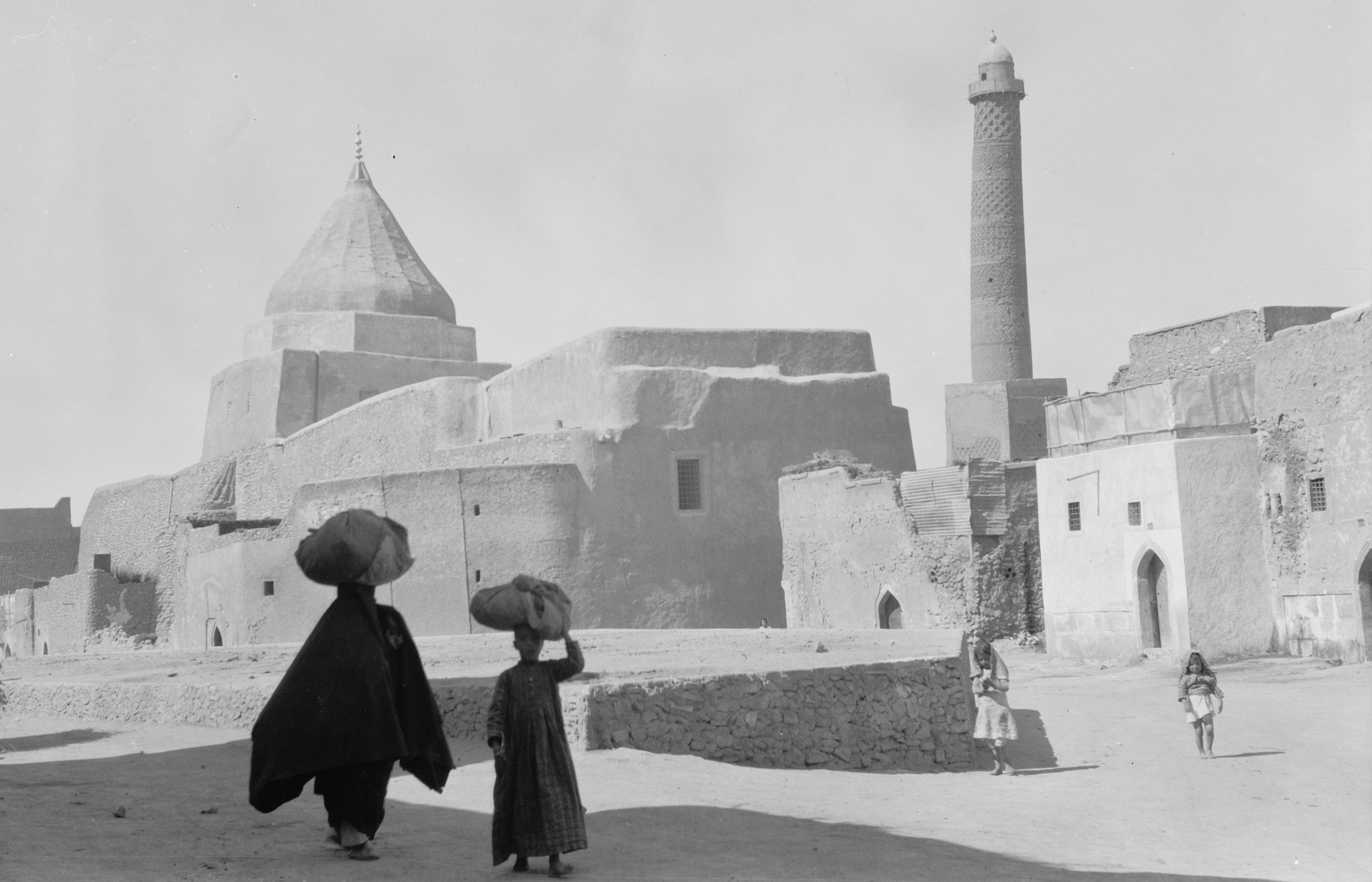
مدينة الموصل قديما حيث تظهر المنارة الحدباء للجامع النوري في عام 1932

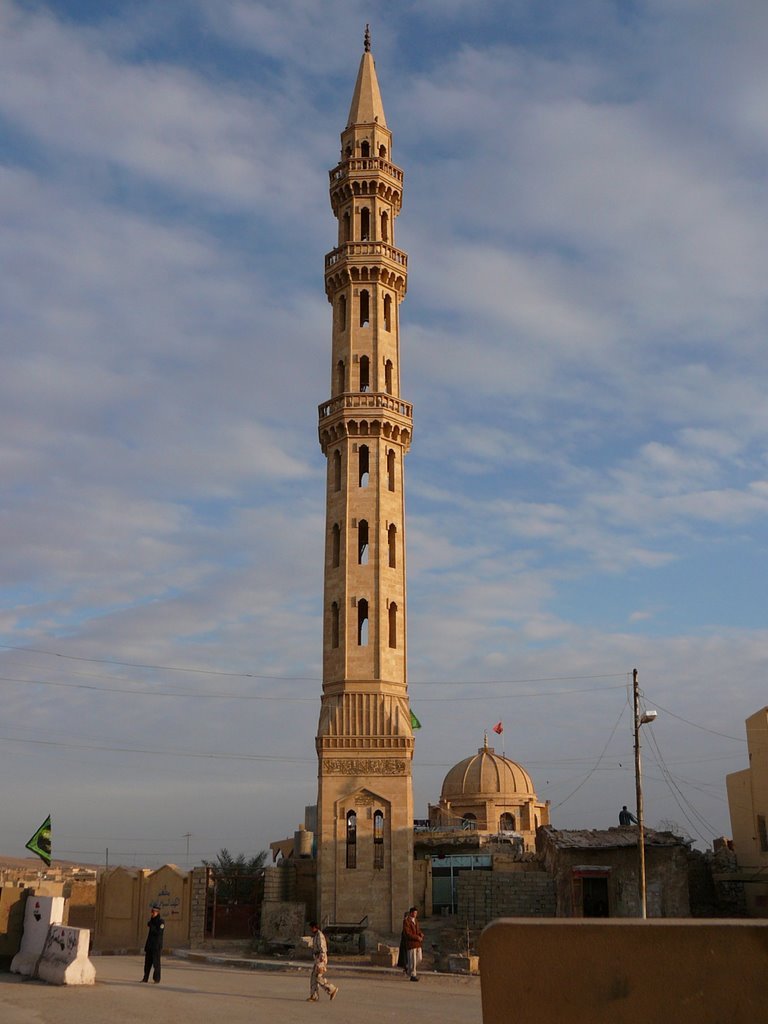
منارة جامع تلعفر الكبير "جامع إلامام علي"

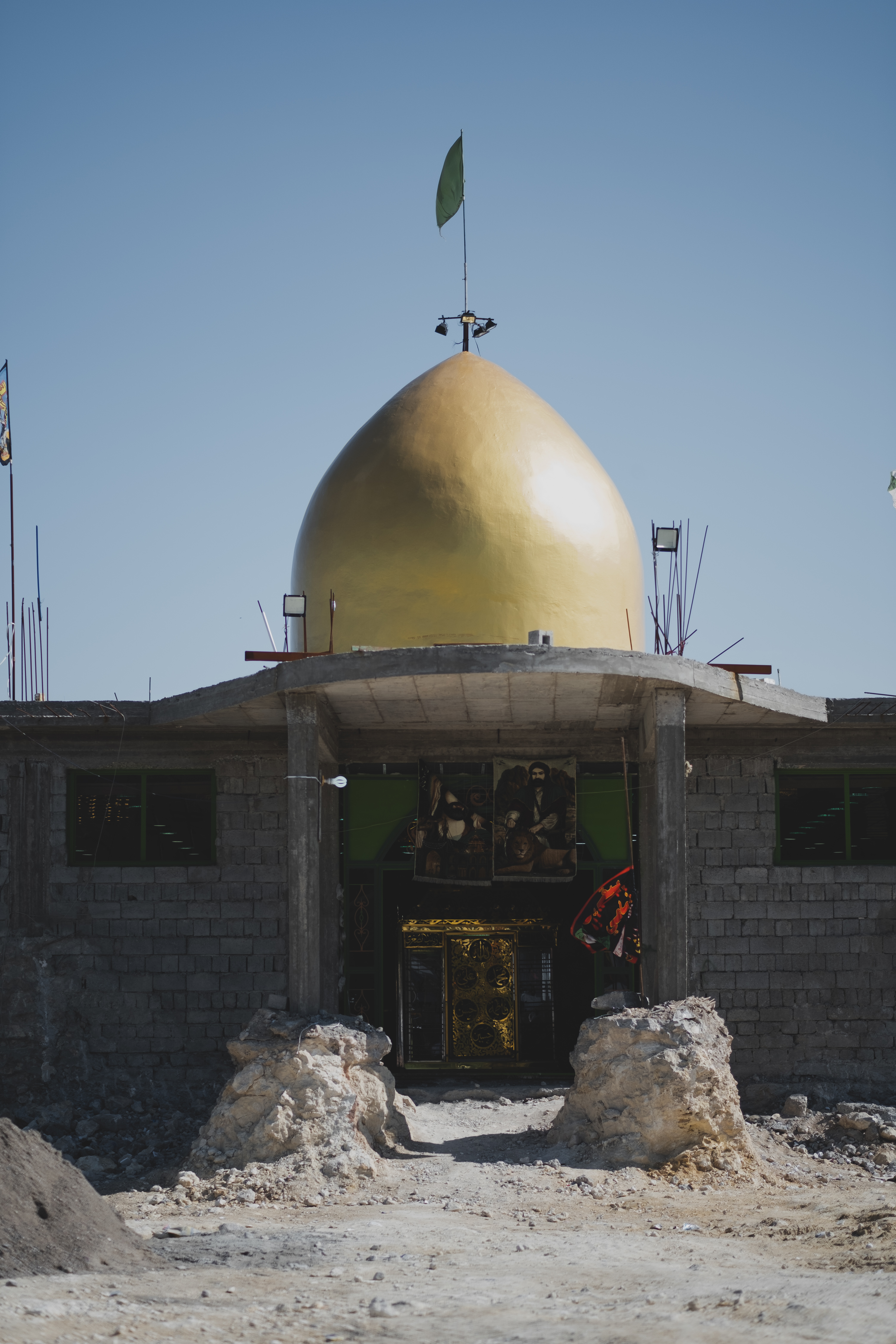
مقام السيدة زينب في سنجار، شرق الموصل

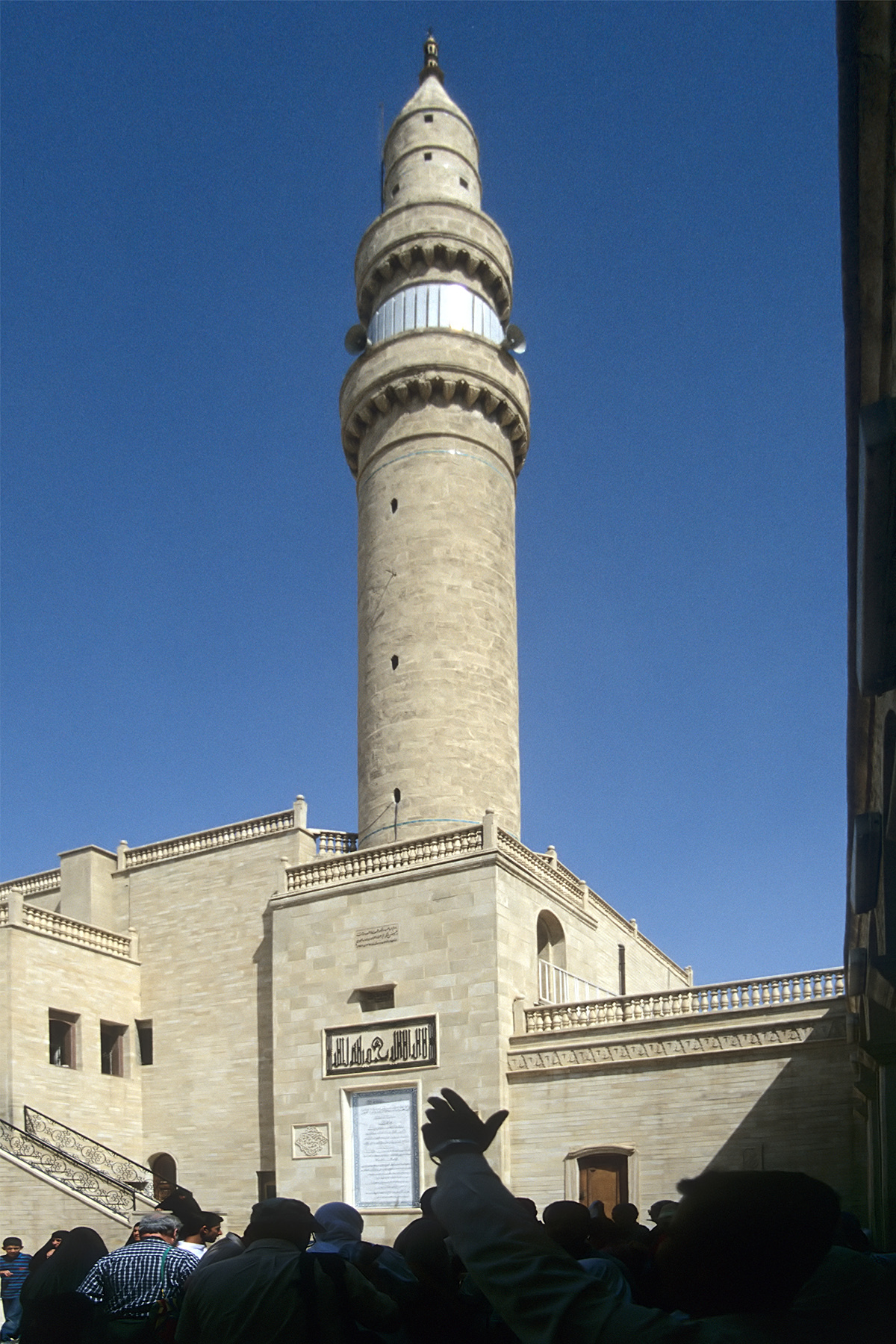
جامع النبي يونس في عام 1999

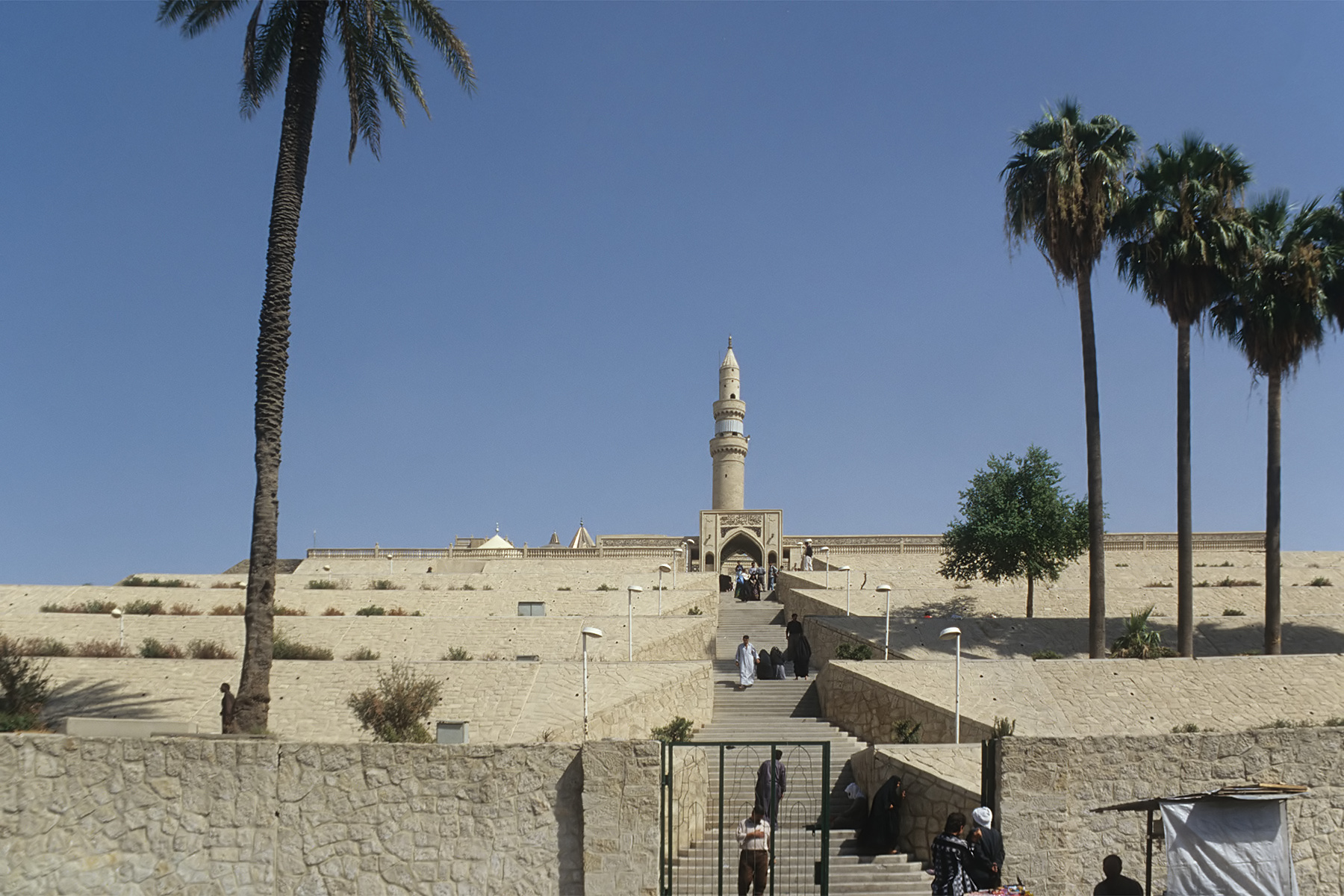
جامع النبي يونس قبل تهديمه في عام 2014

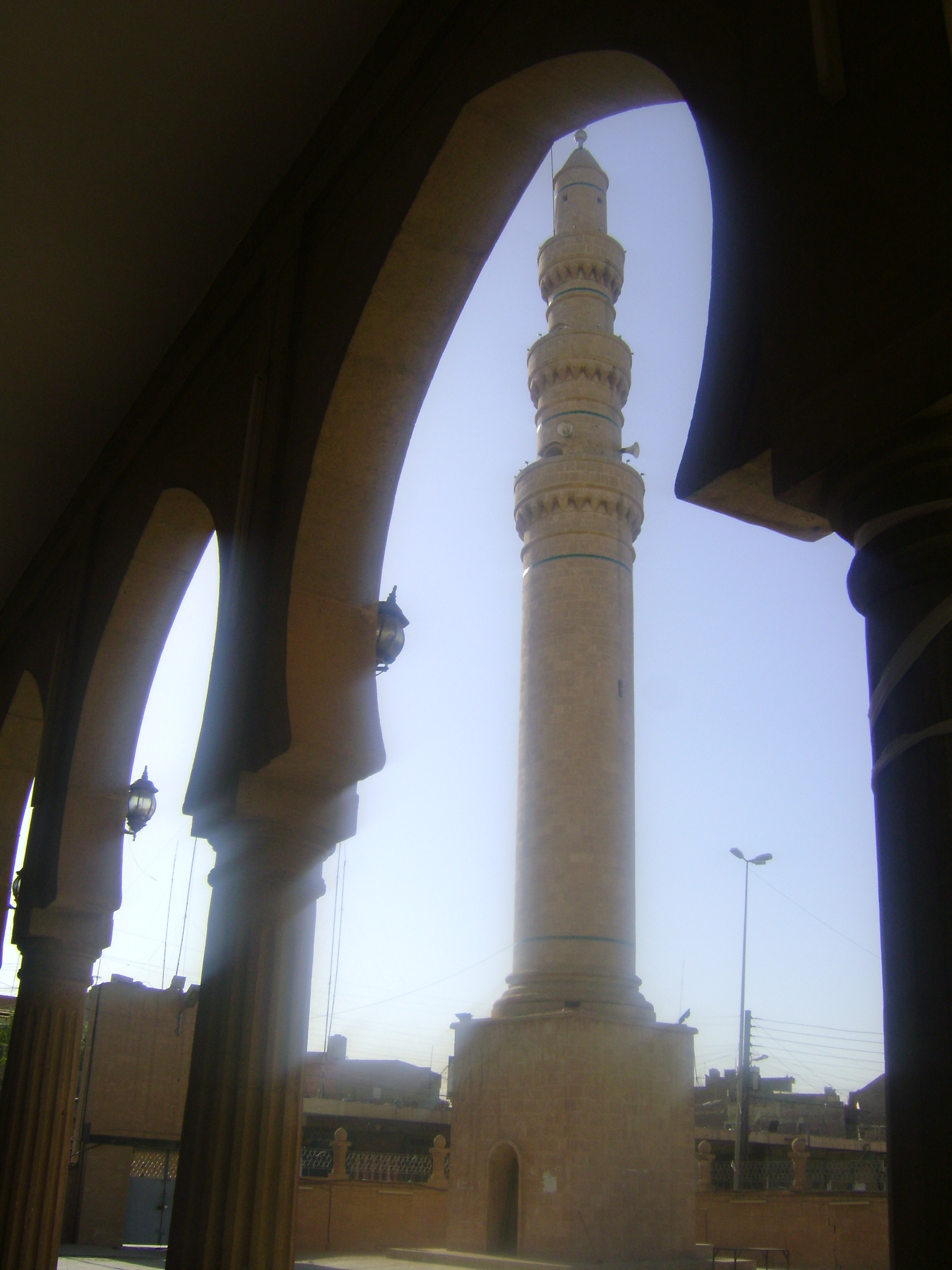
منارة جامع النبي شيت في الموصل

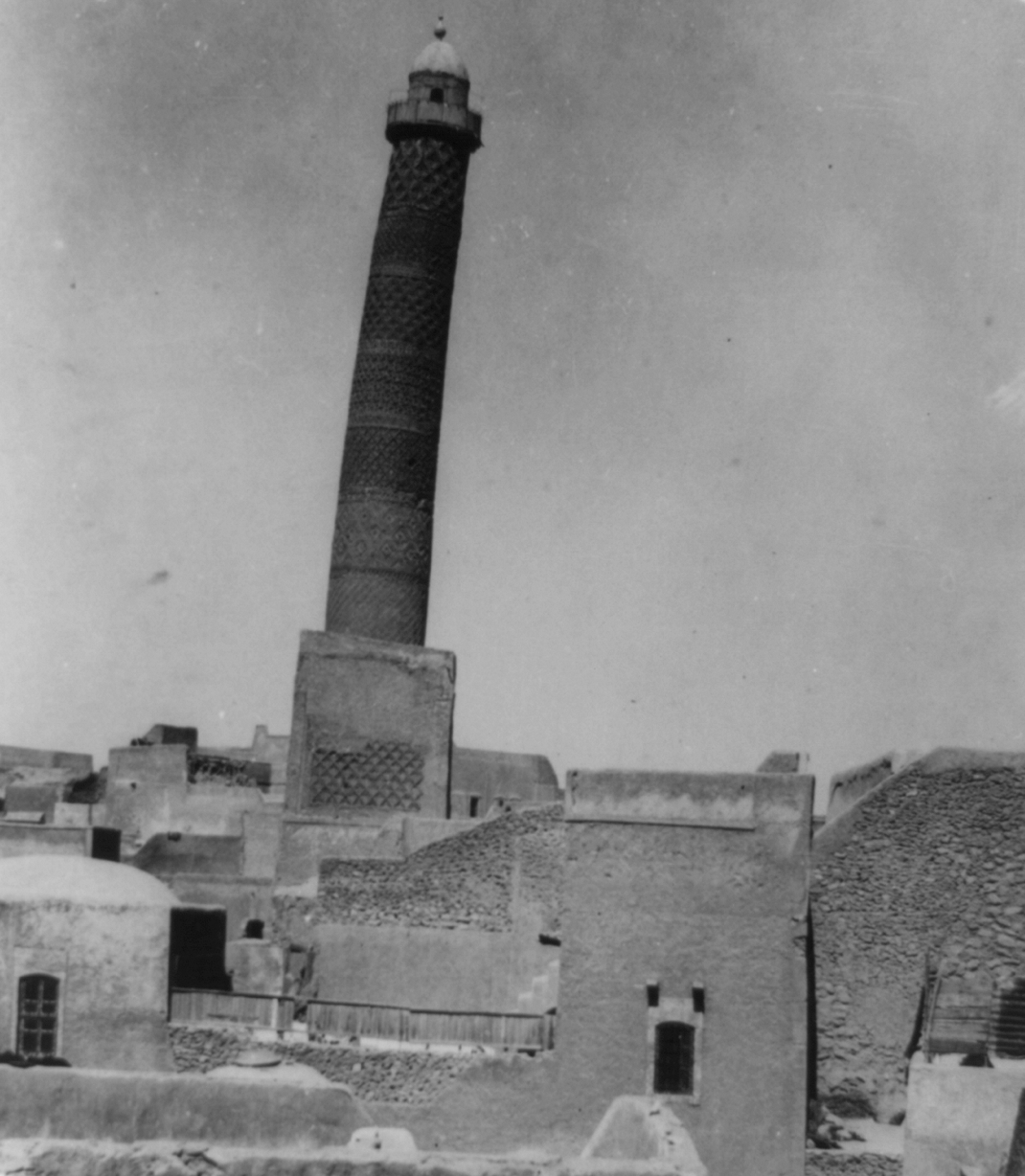
صورة للمنارة الحدباء في جامع النوري بالموصل عام 1932.

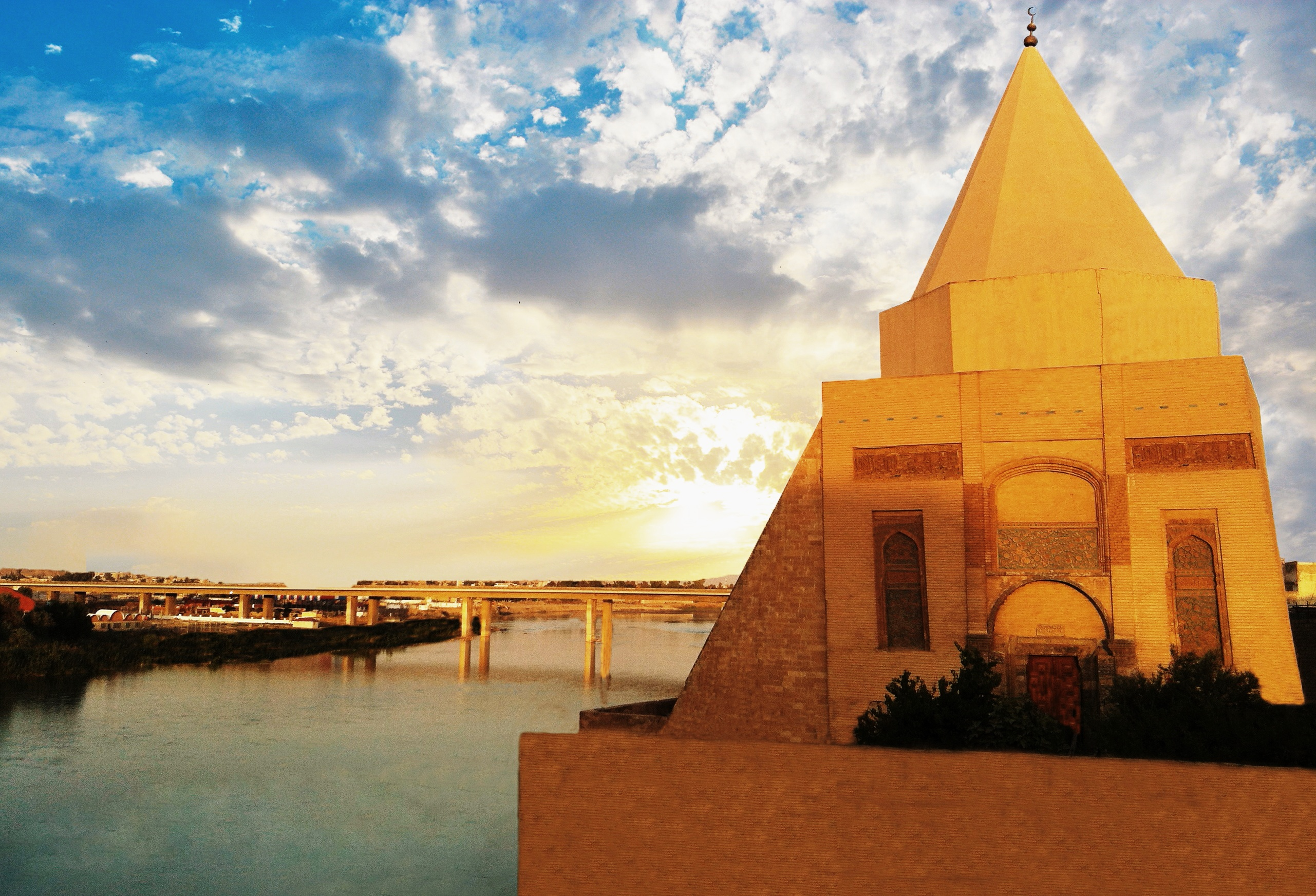
مرقد الامام يحيى أبو القاسم قبل تفجيره وتهديمه

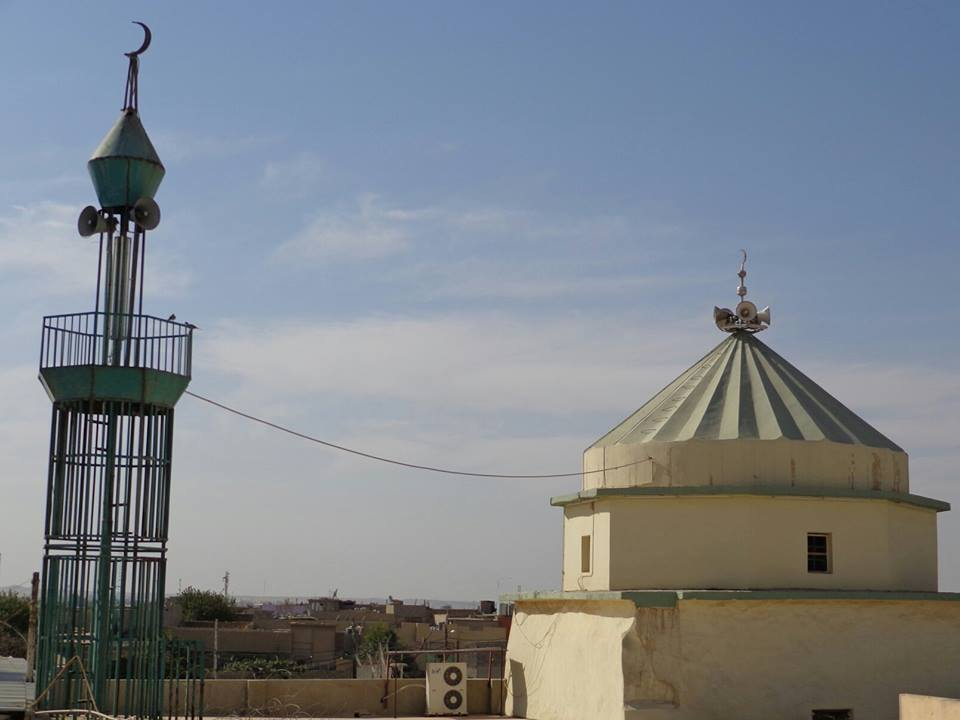
جامع الإمام الباهر قبل تهديمه من قبل تنظيم داعش

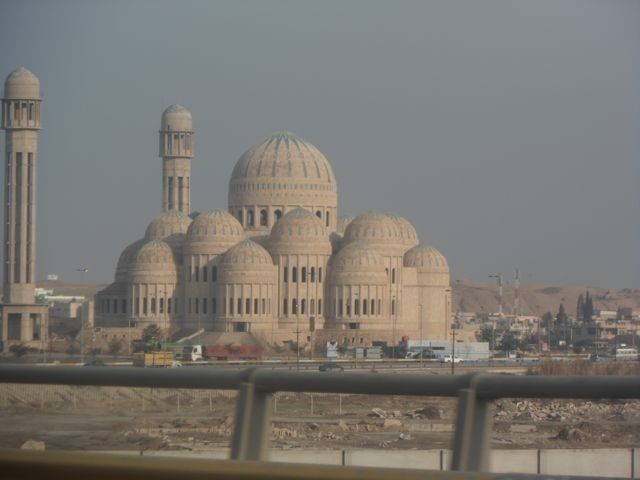
جامع الموصل الكبير وكان يسمى جامع صدام الكبير قبل غزو العراق في عام 2003

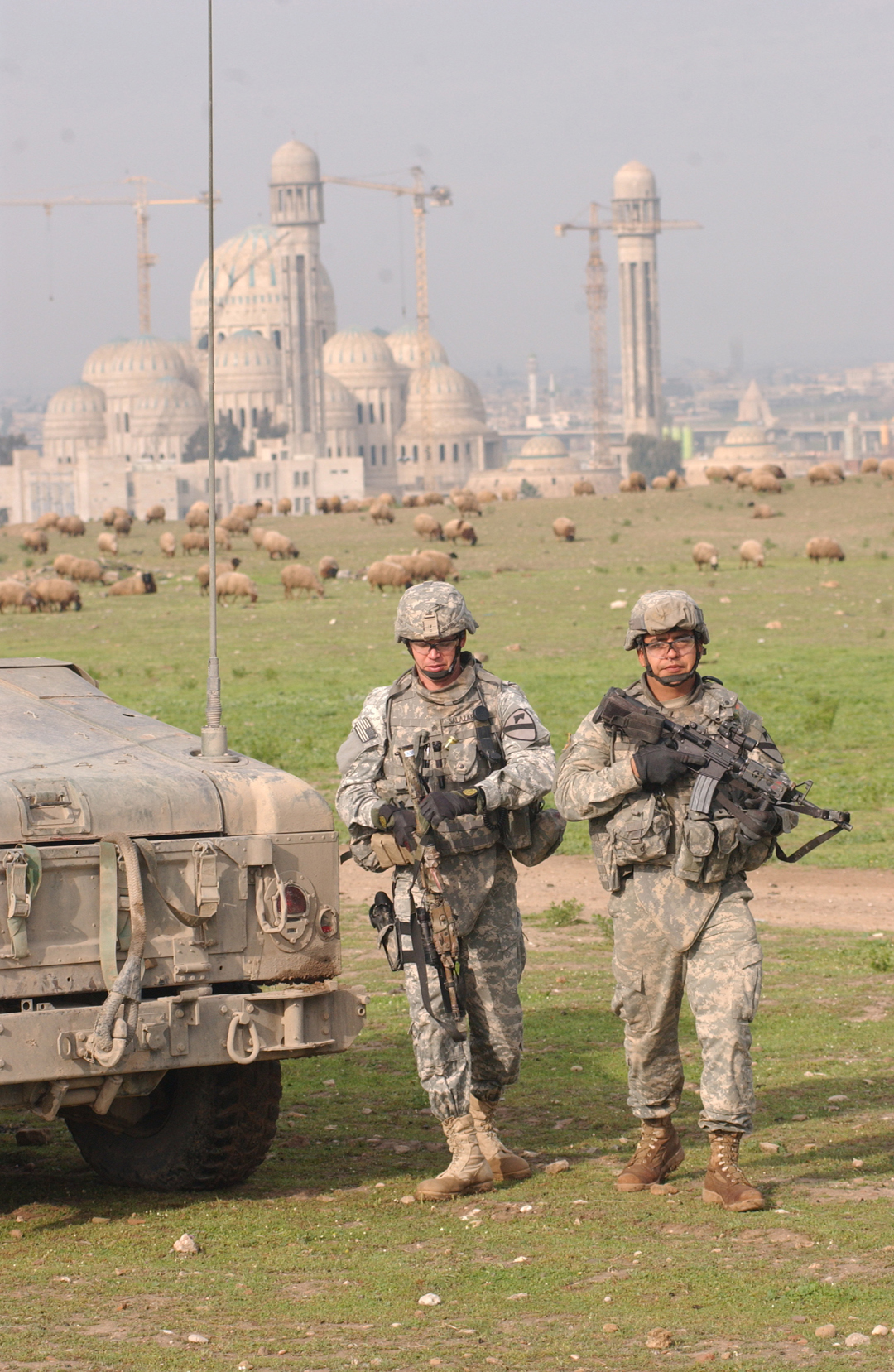
جنديان من القوات الامريكية قرب جامع الموصل الكبير في عام 2007

4. جامع الزهراء الكبير أو يسمى جامع ذي النورين.
5. جامع الإمام محسن
6. جامع الباشا
7. جامع الرابعية
8. جامع الموصل الكبير
9. جامع حمو القدو
10. جامع العمرية
11. الجامع الأموي (مسجد الكوازين)
12. جامع خزام
13. جامع النبي شيت (الموصل)
14. جامع الخضر (الموصل)
15. مسجد الشيخ محمد البلقيسي
16. جامع اليقظة
17. جامع باب البيض
18. جامع عبد الله بك
19. جامع الشيخ عبدال
20. جامع السلطان ويس
21. مسجد ومدرسة الحاج زكر
22. جامع بكر أفندي
23. جامع الإمام الباهر
24. جامع النبي جرجيس
25. جامع الجويجي/ جامع الجويجاتي
26. جامع قضيب البان
27. جامع أبو الزهراء الصادق الأمين
28. جامع الأغوات
29. جامع العلي (الموصل) ويقع في حي موصل الجديدة
30. جامع باب البيض
31. جامع التوكندي
32. جامع نعمان باشا
33. مرقد يحيى أبو القاسم
34. جامع المأمون
35. جامع الشيخ محمد
36. جامع الحاج منصور أو المنصورية
37. جامع عمر الأسود (جامع شهر سوق)
38. جامع حامد محمود (المحمودين)
39. مسجد شمس الدين الأموي
40. مسجد اليتيم
41. مسجد المحكمة
42. جامع الشهوان
43. جامع العشرة المبشرين (حي المنصور)
44. جامع أيوب بك الجليلي
45. جامع جمشيد
46. مسجد النور (حي المأمون)
47. مسجد حمو الصراف
48. جامع العزيز الحكيم (حي المأمون)
49. جامع العباس
50. جامع الفيصلية
51. جامع الطالب
52. جامع الشيخ إبراهيم
53. جامع الشيخكي
54. جامع الأمين، أو جامع محمد الأمين، ويقع في حي الزهور
55. جامع الصابونجي
56. جامع الراوي
57. جامع ذياب العراقي
58. جامع الله أكبر
59. جامع الروضة المحمدية
60. جامع الأرقم بن أبي الأرقم
61. جامع المثنى أو جامع الحاج صديق رشان
62. جامع المحروق
63. جامع الرحمة
64. جامع البديع
65. جامع الشهيد مازن
66. جامع بشار قلندر
67. جامع هيبة خاتون
68. جامع رشان ويقع في حي فلسطين
69. جامع الصابرين
70. جامع الكاتب
71. جامع القلعة
72. جامع زقاق الحصن
73. مسجد أبي حاضر/مسجد شالجي.
74. جامع الحافظ
75. جامع الأخوين ويقع في موصل الجديدة
76. جامع الدركزلية الكبير
77. مسجد رأس الكور
78. جامع عبد الله المكي
79. جامع زكريا
80. جامع حبيبنا المصطفى
81. جامع الكاتب
82. جامع المتقين
83. مسجد دار الضياء
84. جامع سوق العلوة
85. جامع العنبار
86. جامع الشيخ إبراهيم
87. جامع محمد نجيب الجادر
88. جامع الصابرين ويقع في حي الوحدة.
89. جامع النعمانية
90. جامع الشيخ عجيل
91. جامع سعد الدين الجليلي
92. جامع صفو الزيدان
93. جامع باب جديد (جامع البشير)
94. مسجد نور الإسلام

## معرض الصور

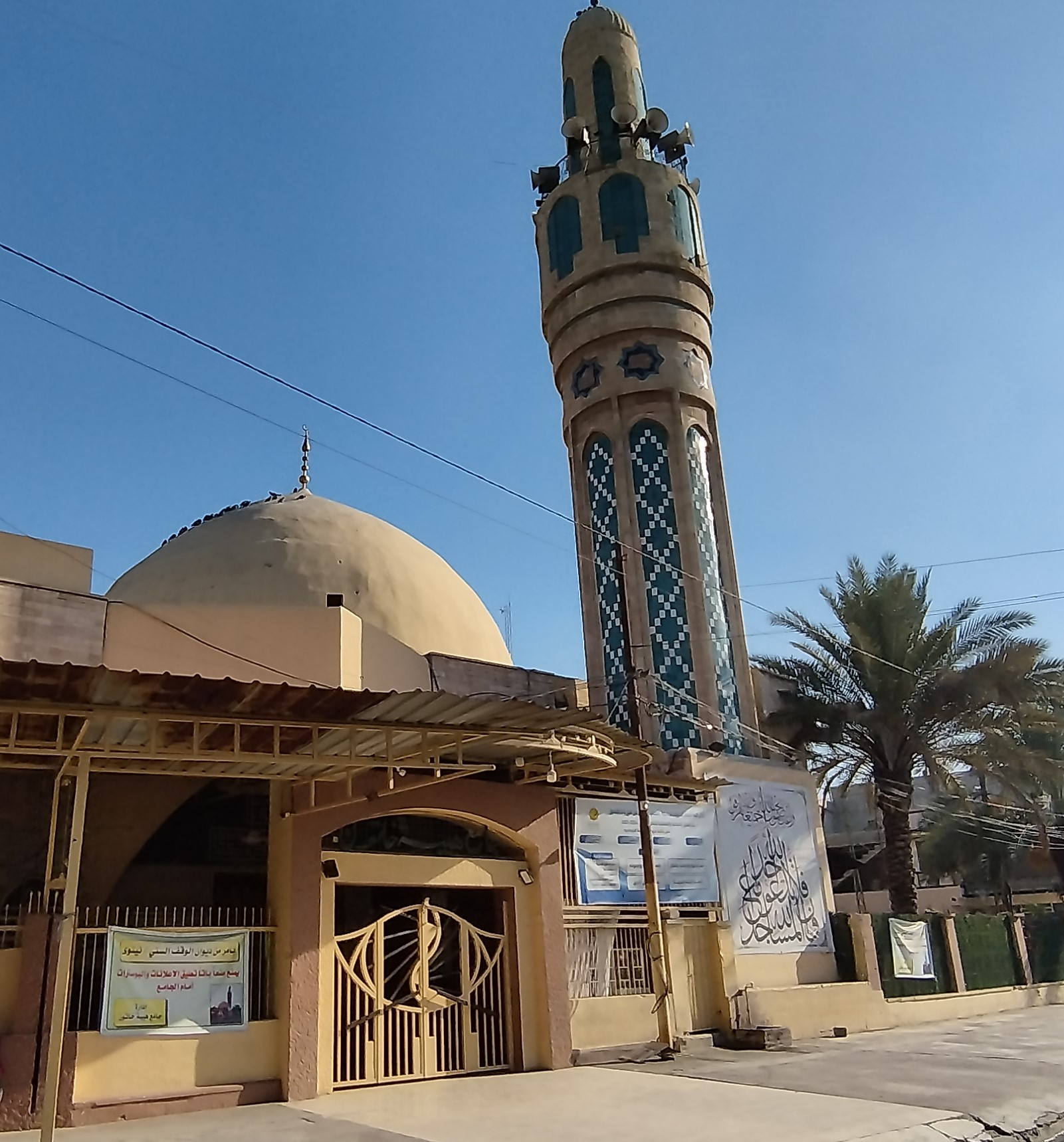
جامع هيبة خاتون
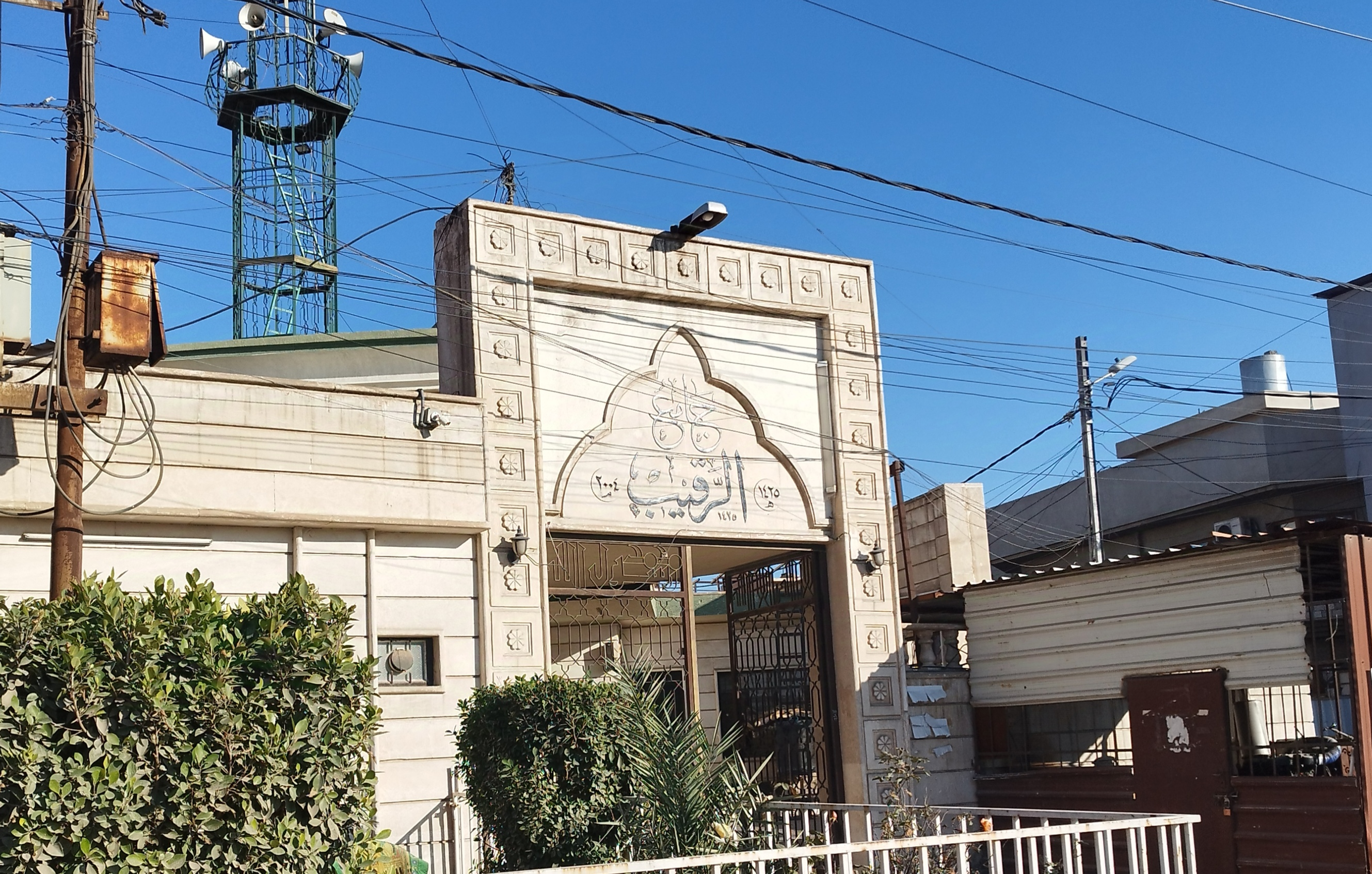
جامع الرقيب
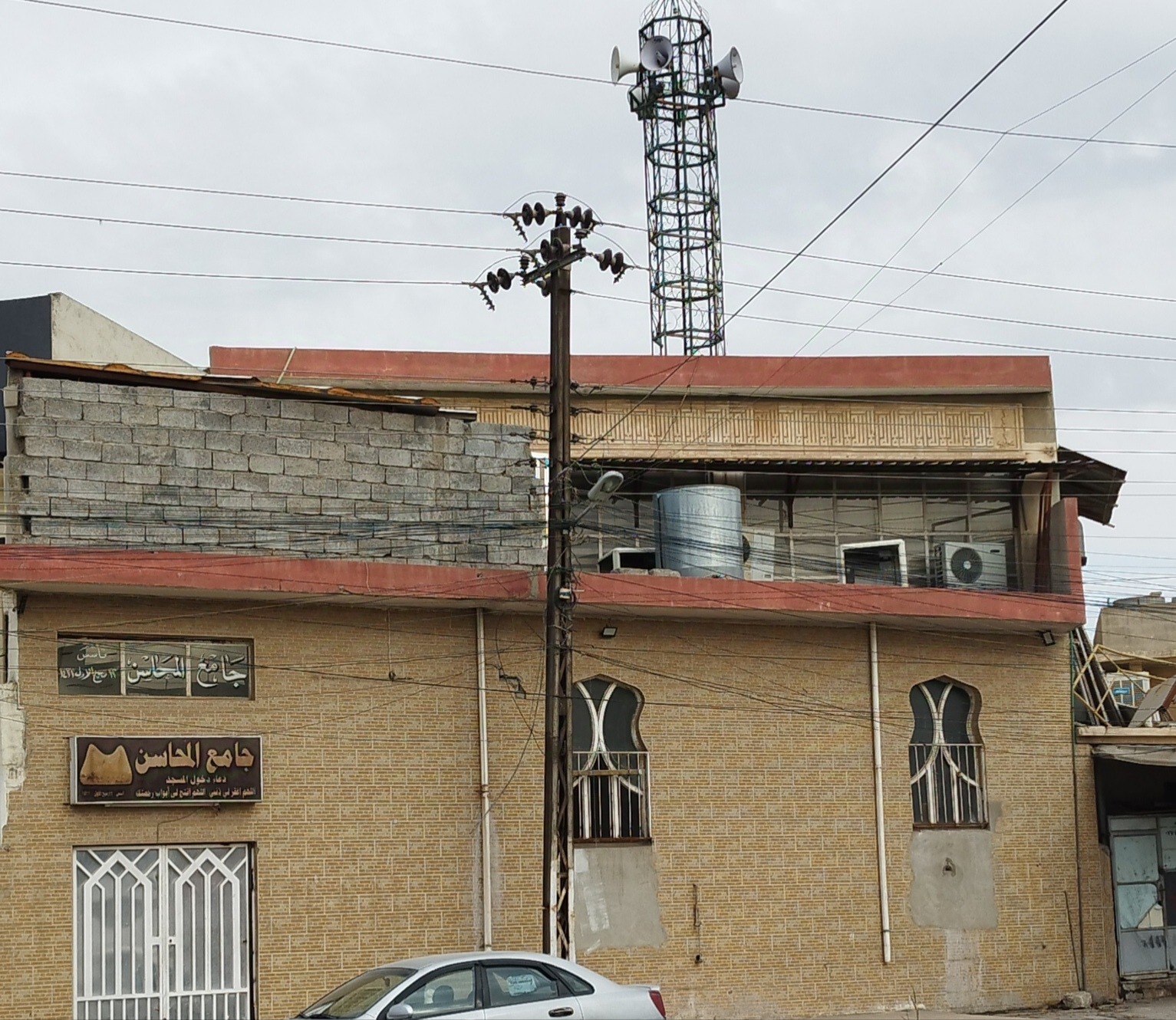
جامع المحاسن
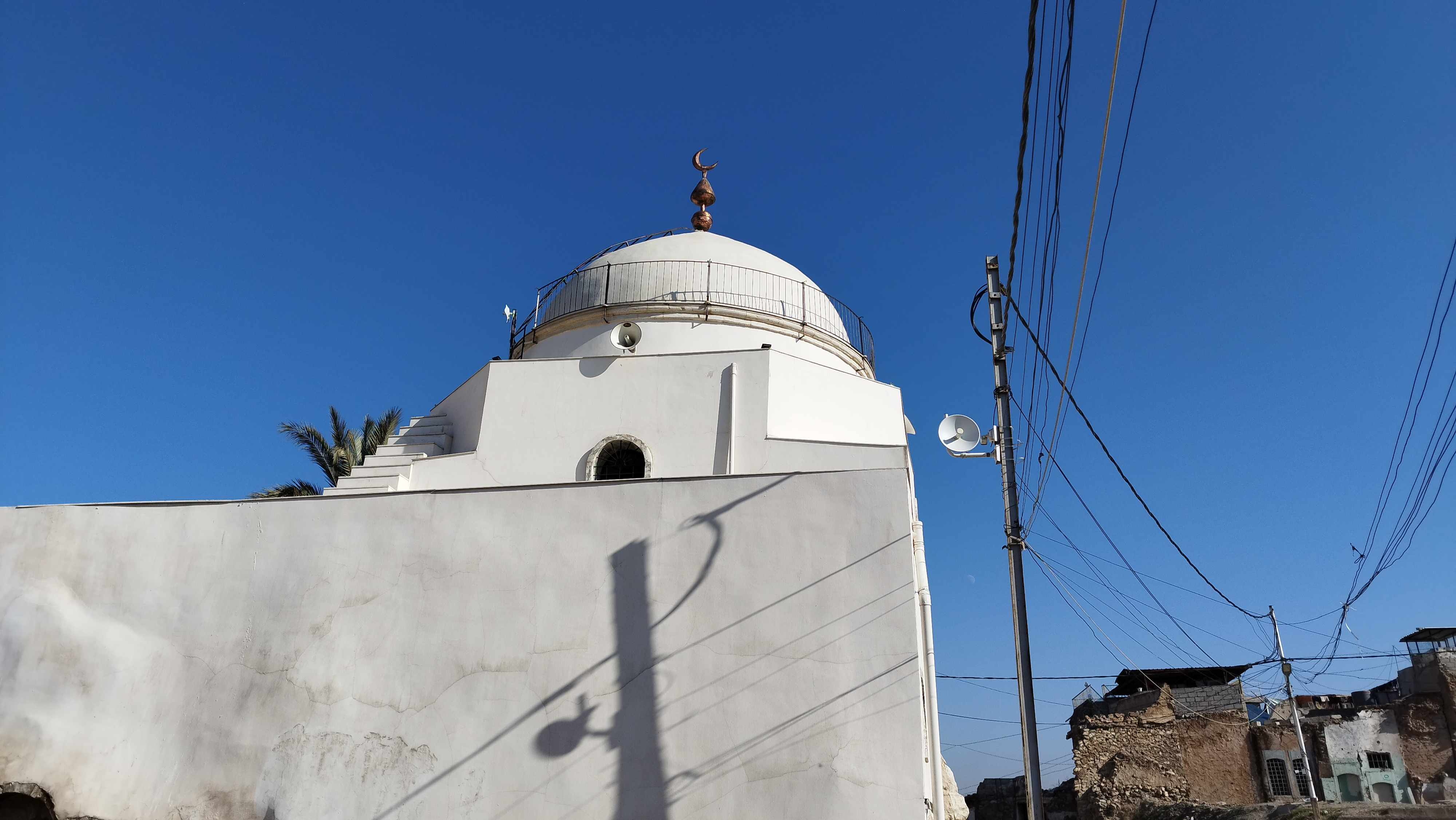
جامع المُصفّى
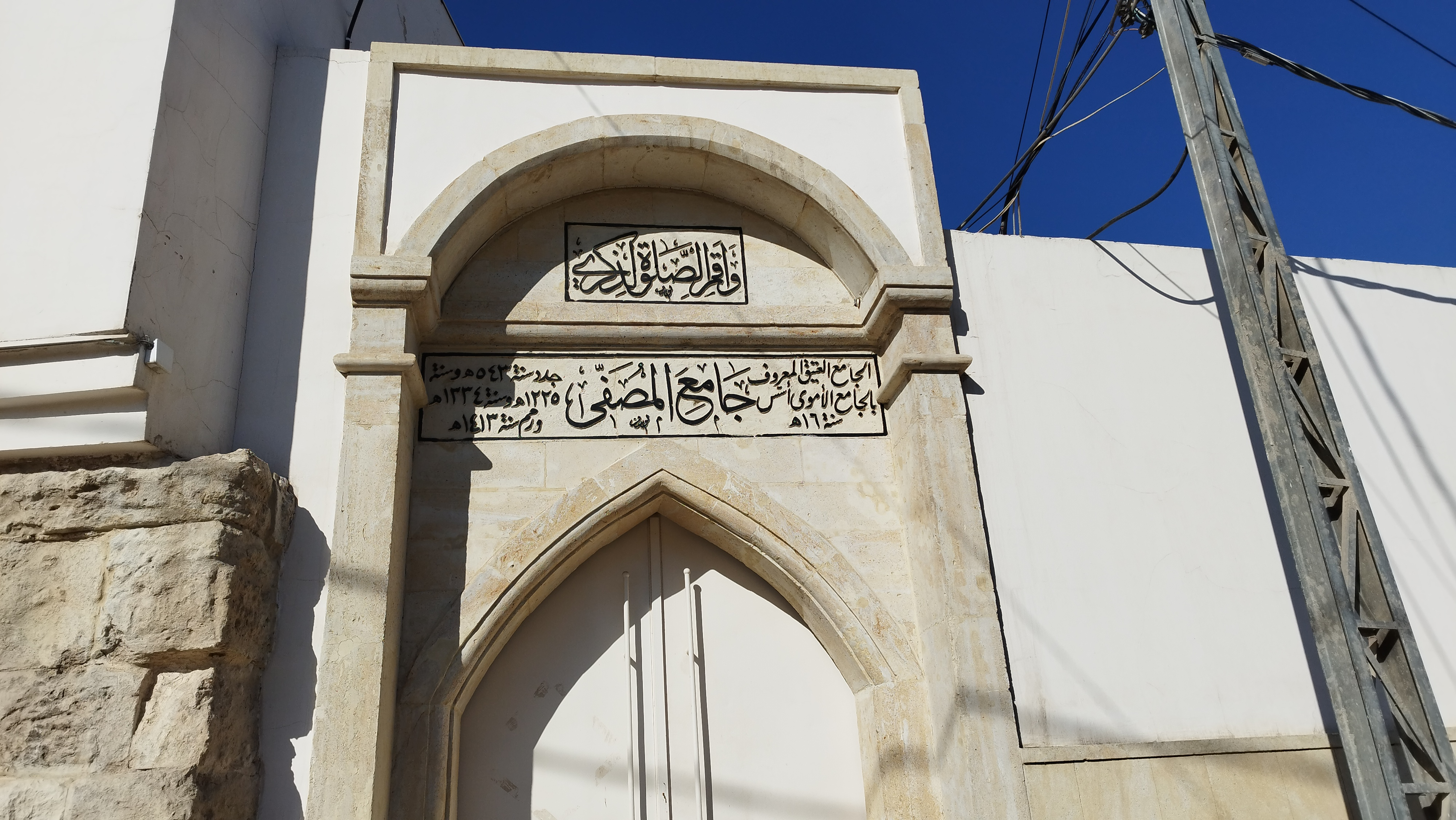
مدخل جامع المُصفّى
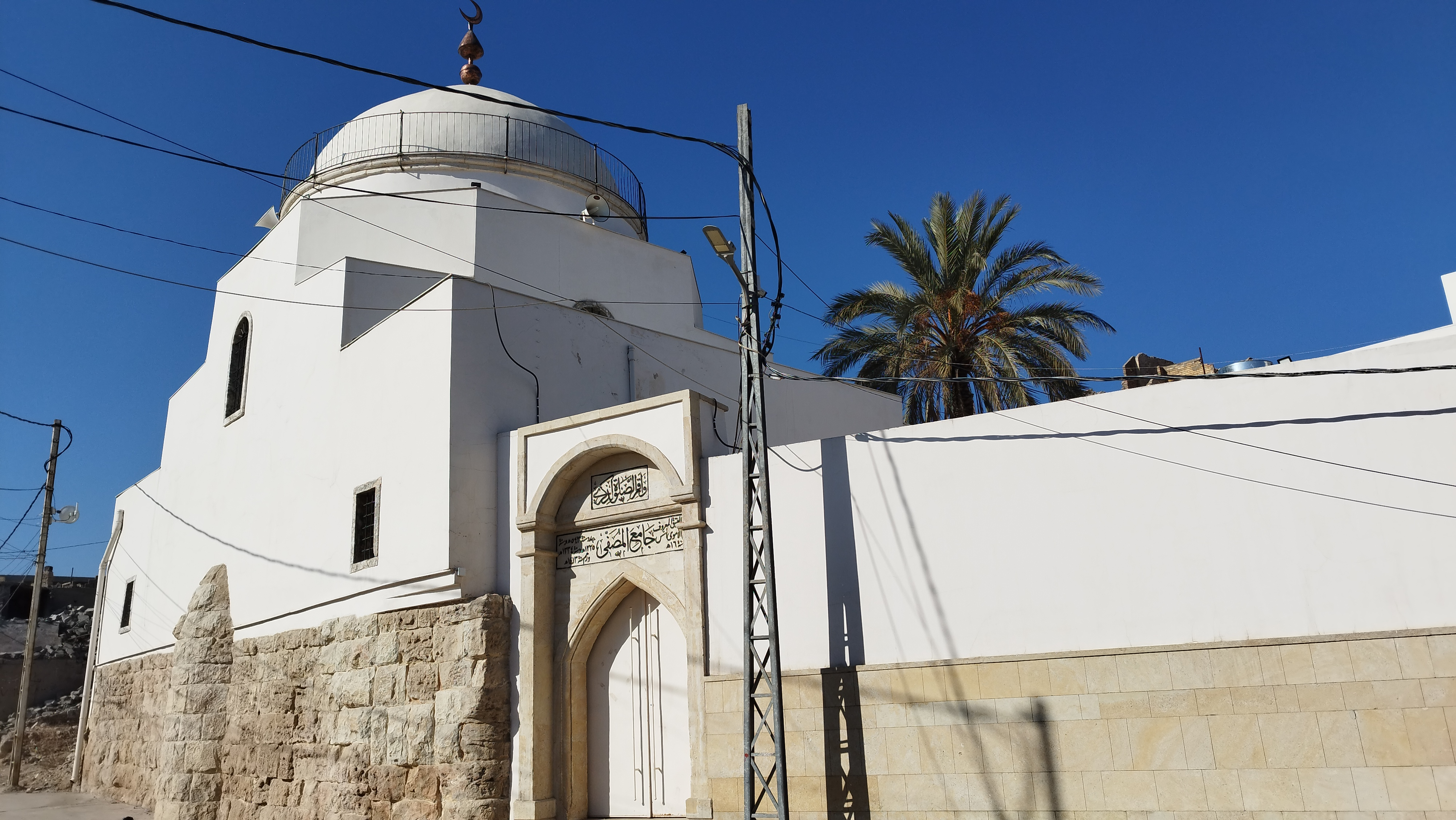
جامع المُصفّى
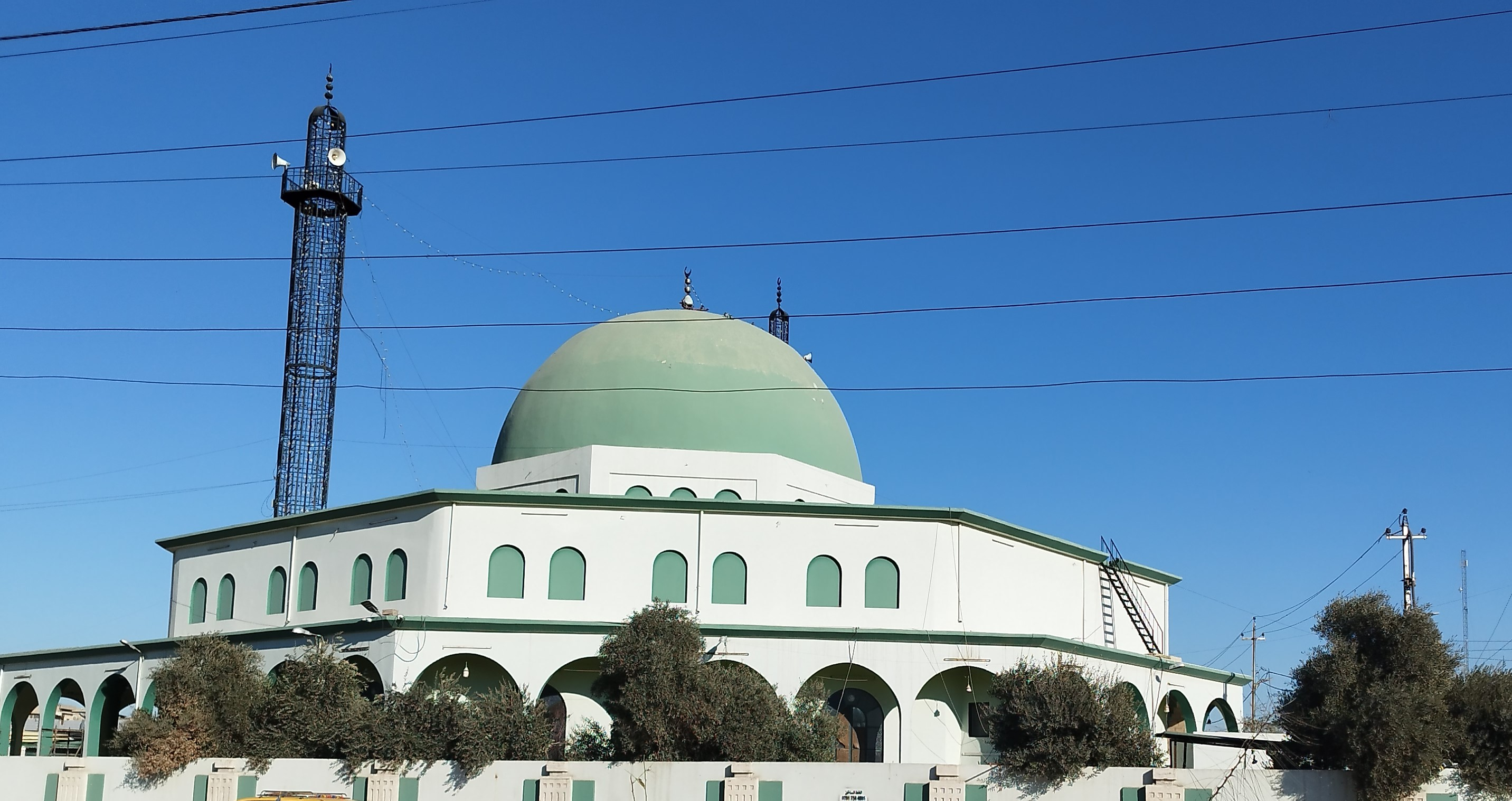
جامع الله أكبر
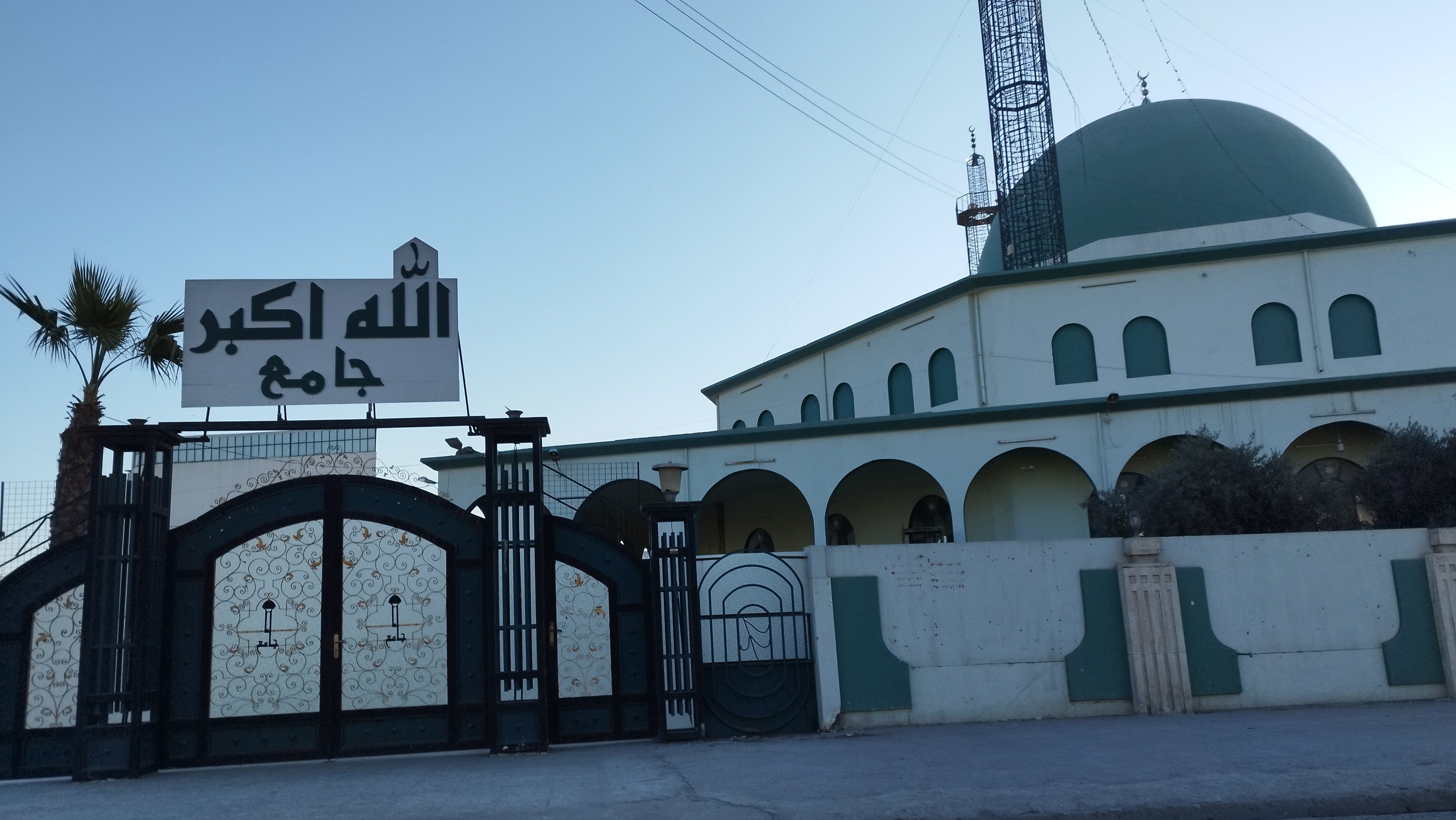
جامع الله أكبر
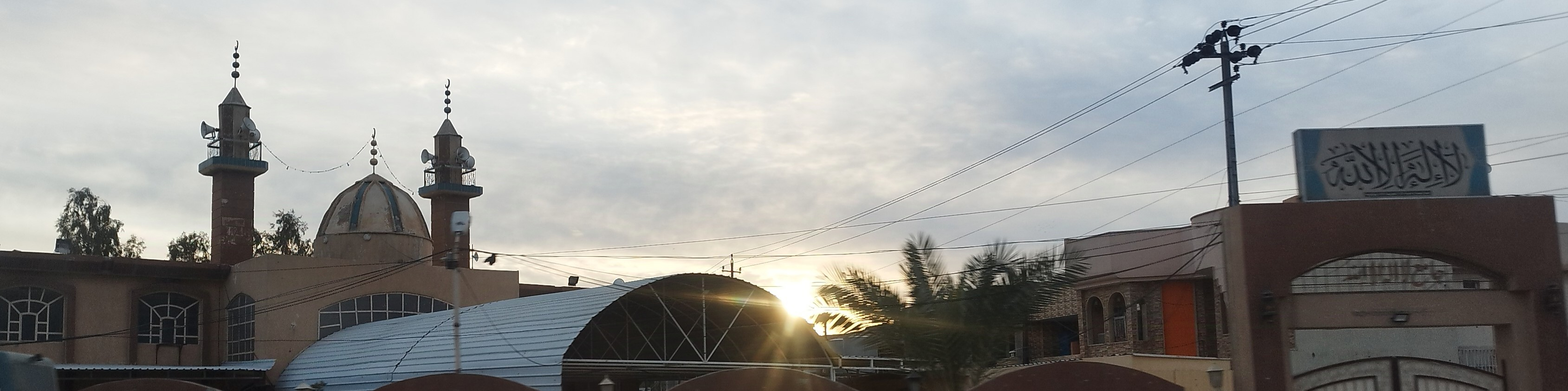
جامع لا إله إلا الله
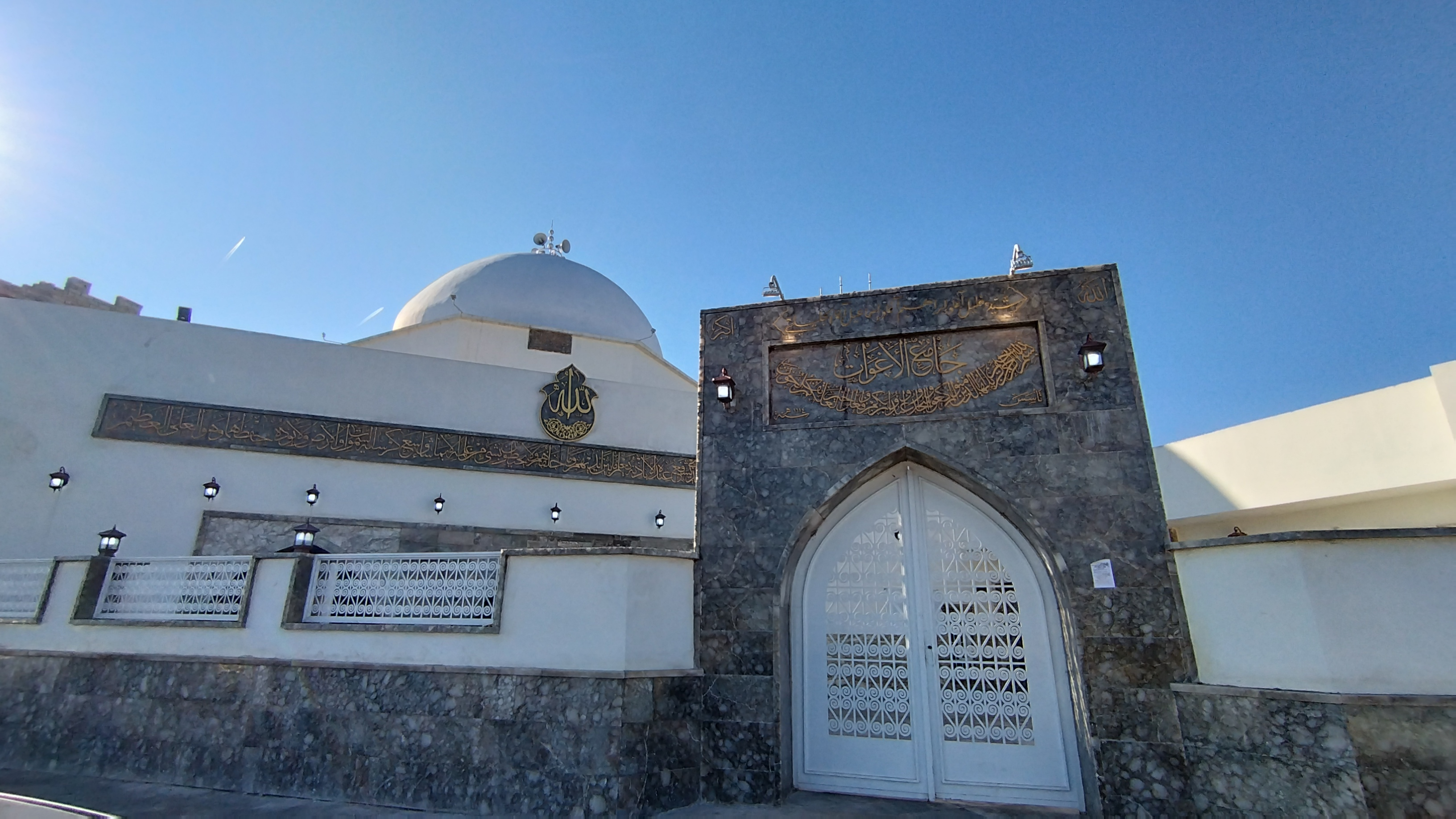
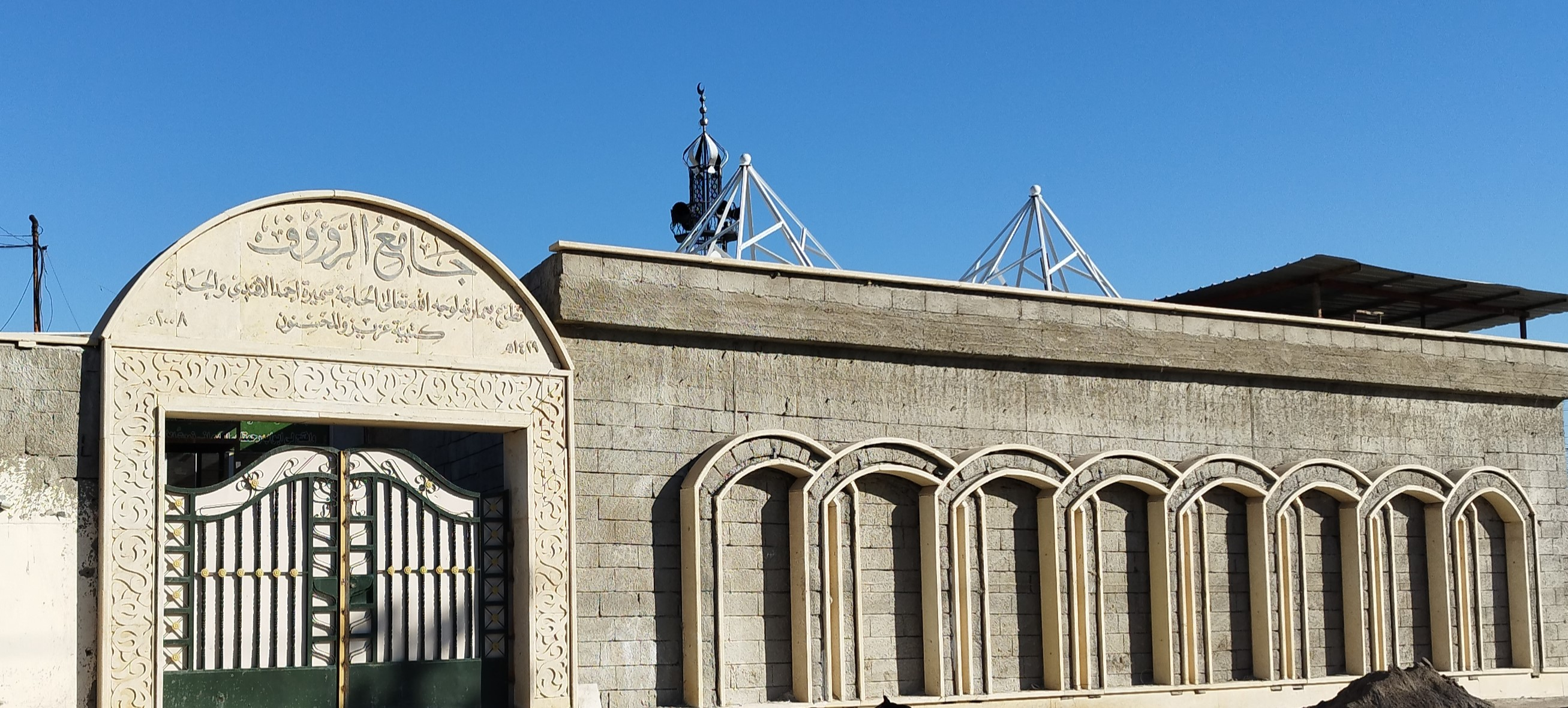
جامجامع الأغواتع الرؤوف
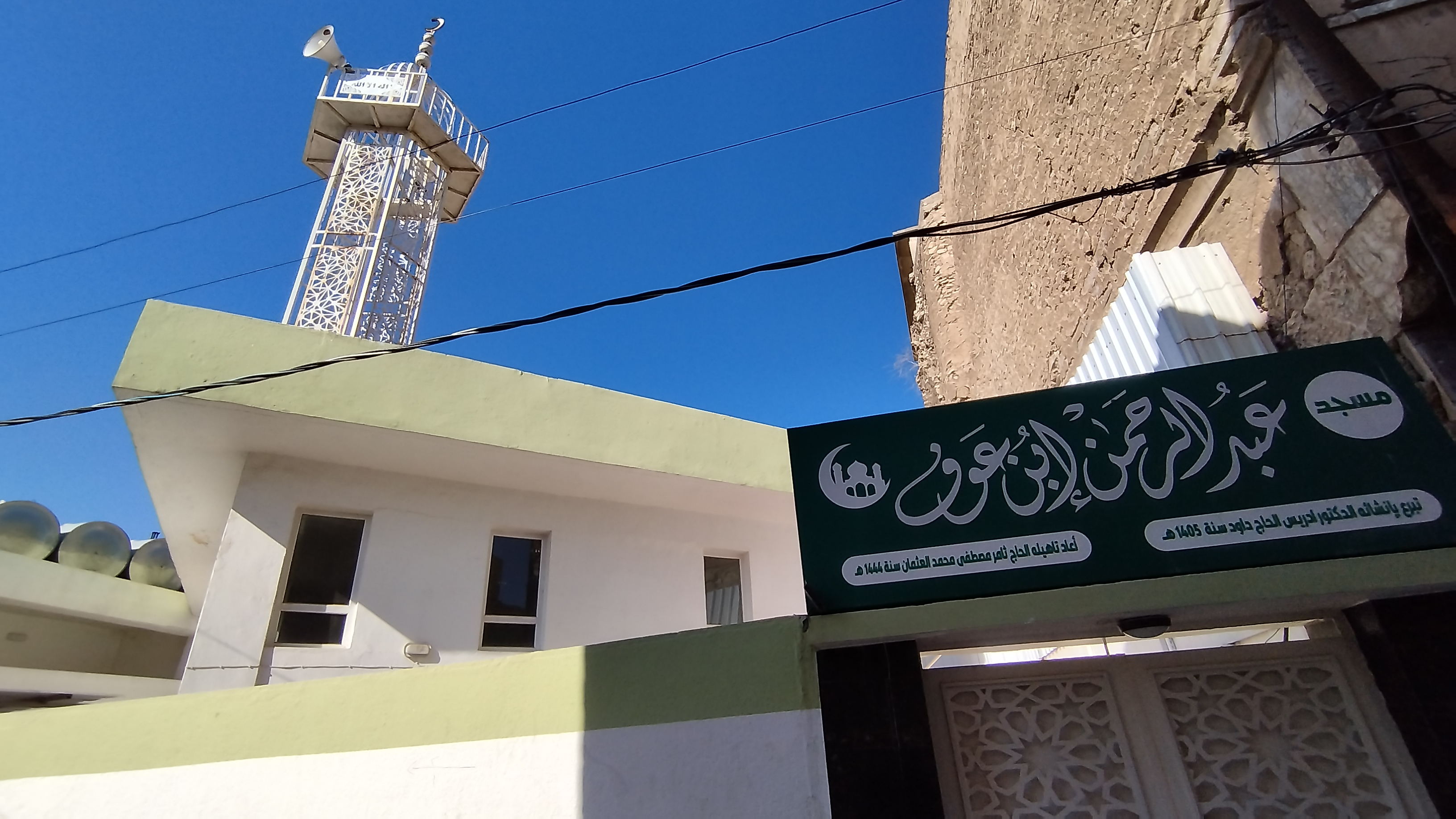
مسجد عبدالرحمن ابن عوف
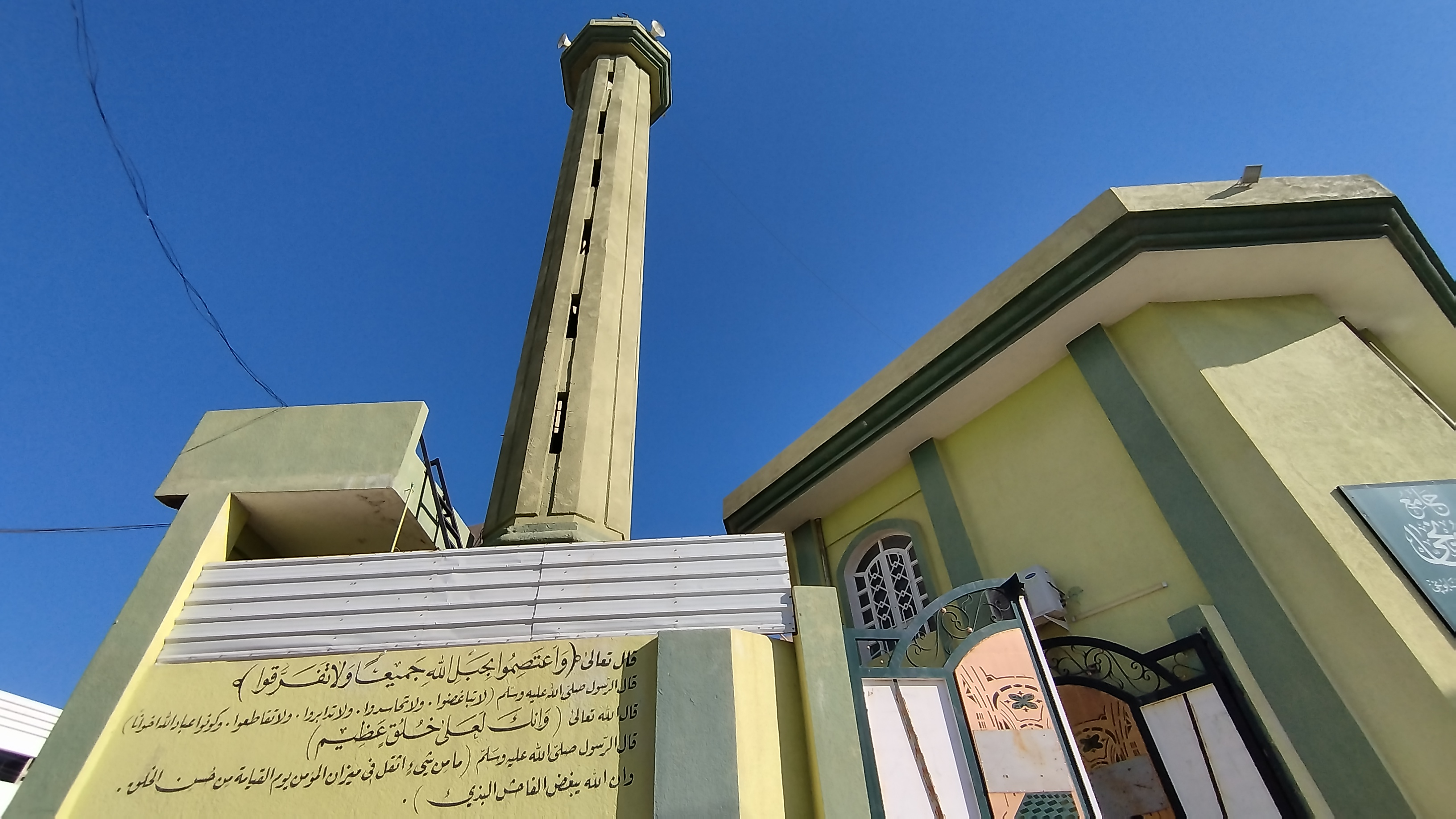
جامع الحاج محمد باشا الصابونجي
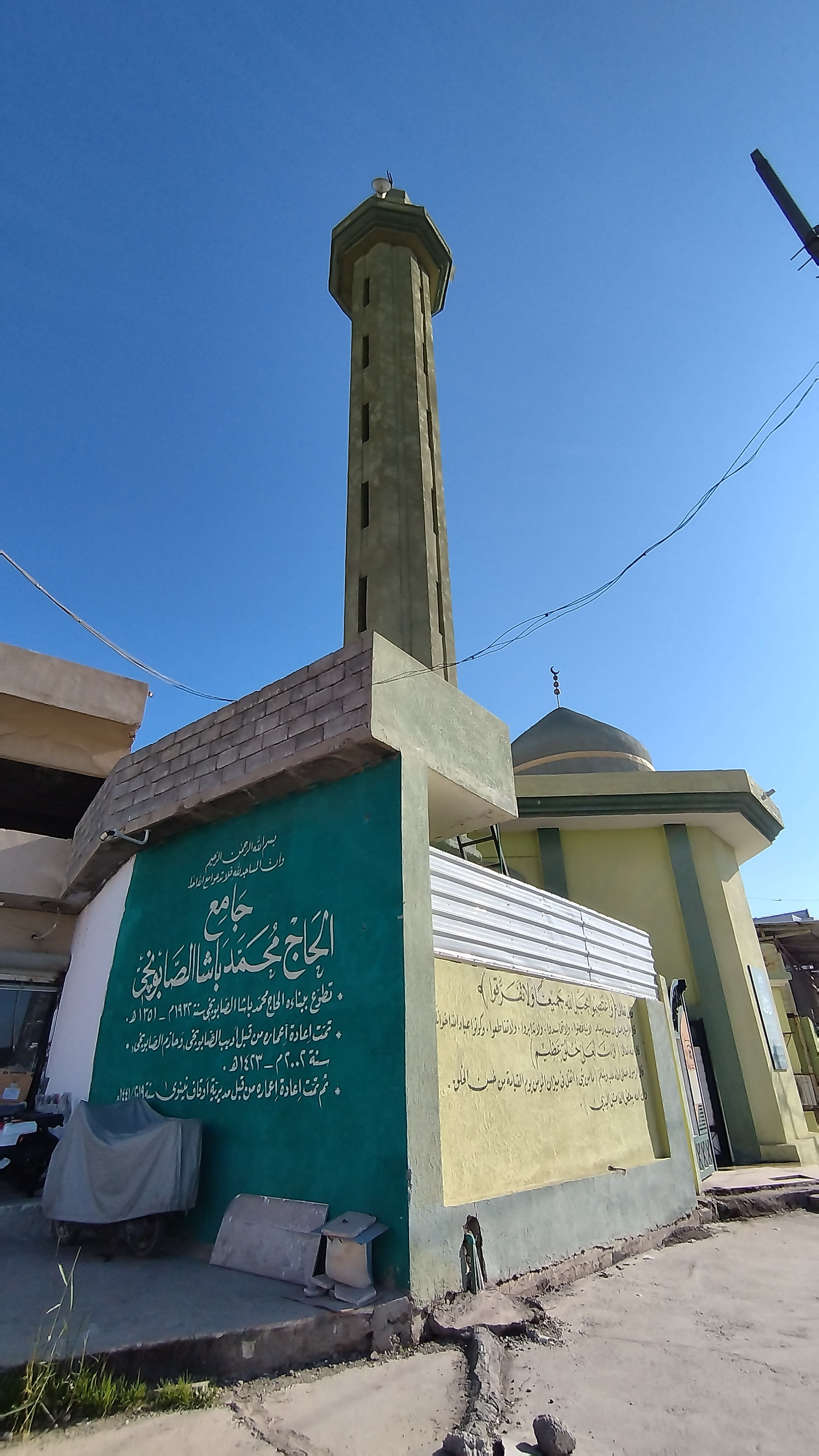
جامع الحاج محمد باشا الصابونجي
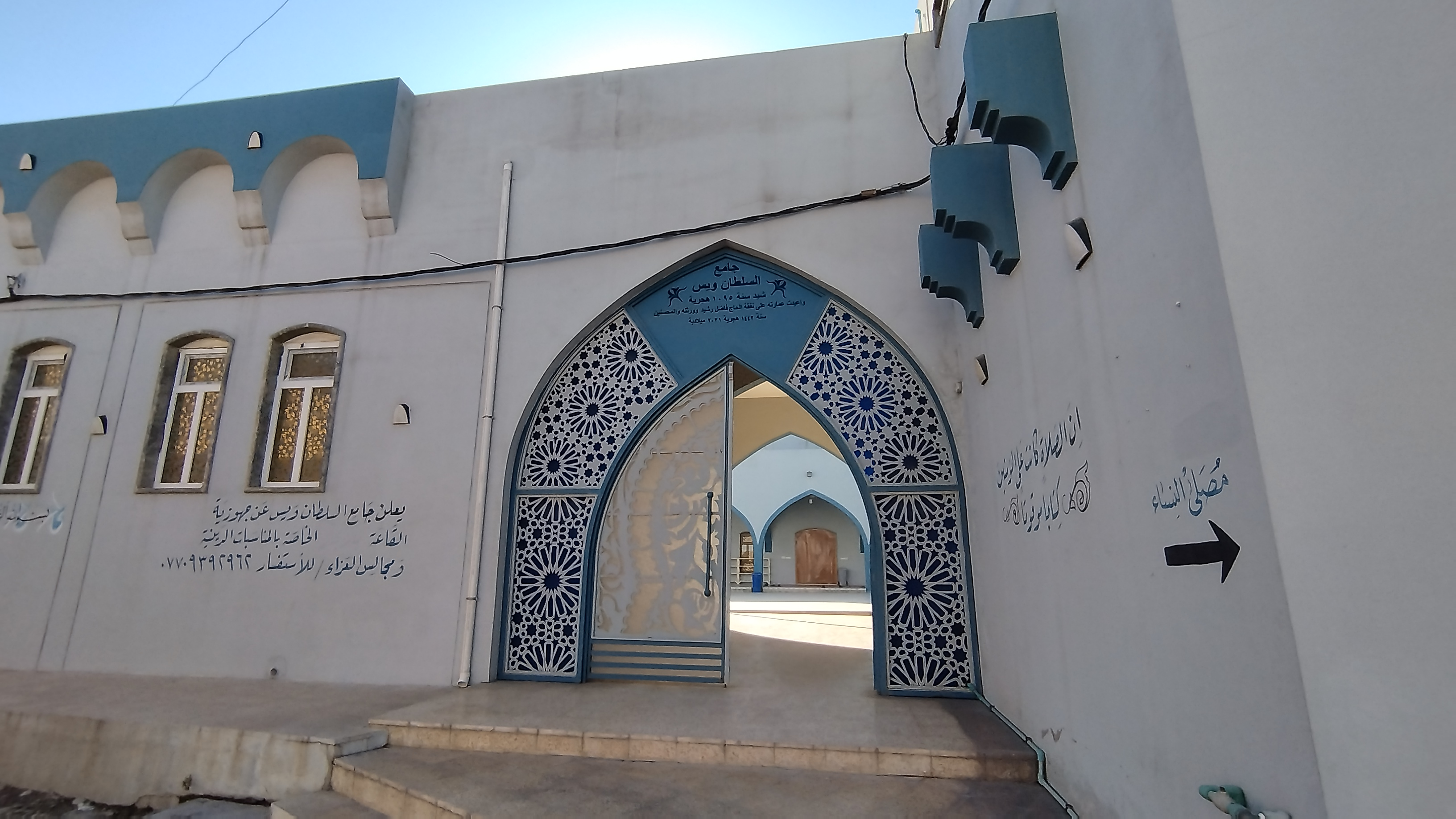
جامع السلطان ويس
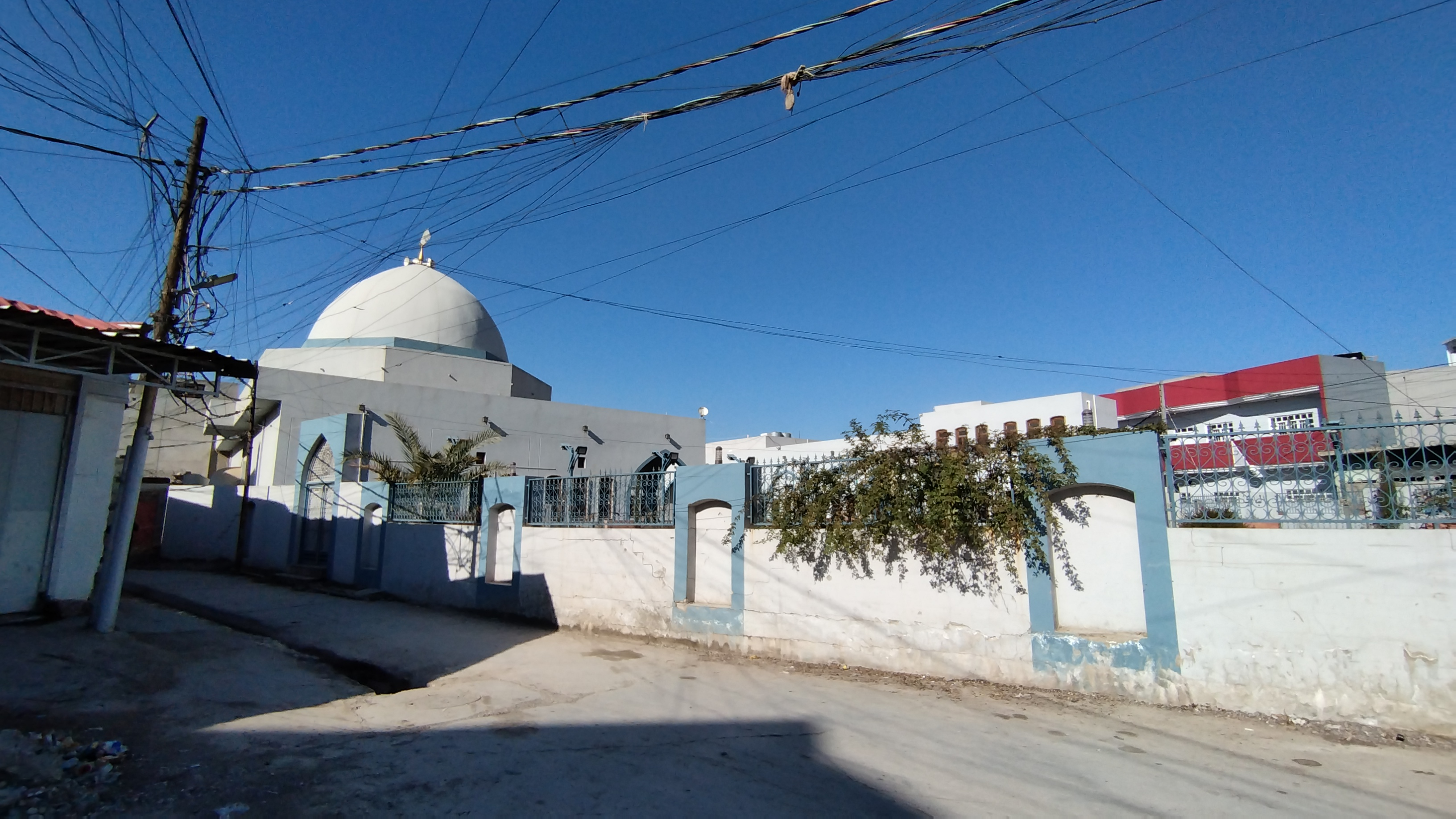
جامع السلطان ويس
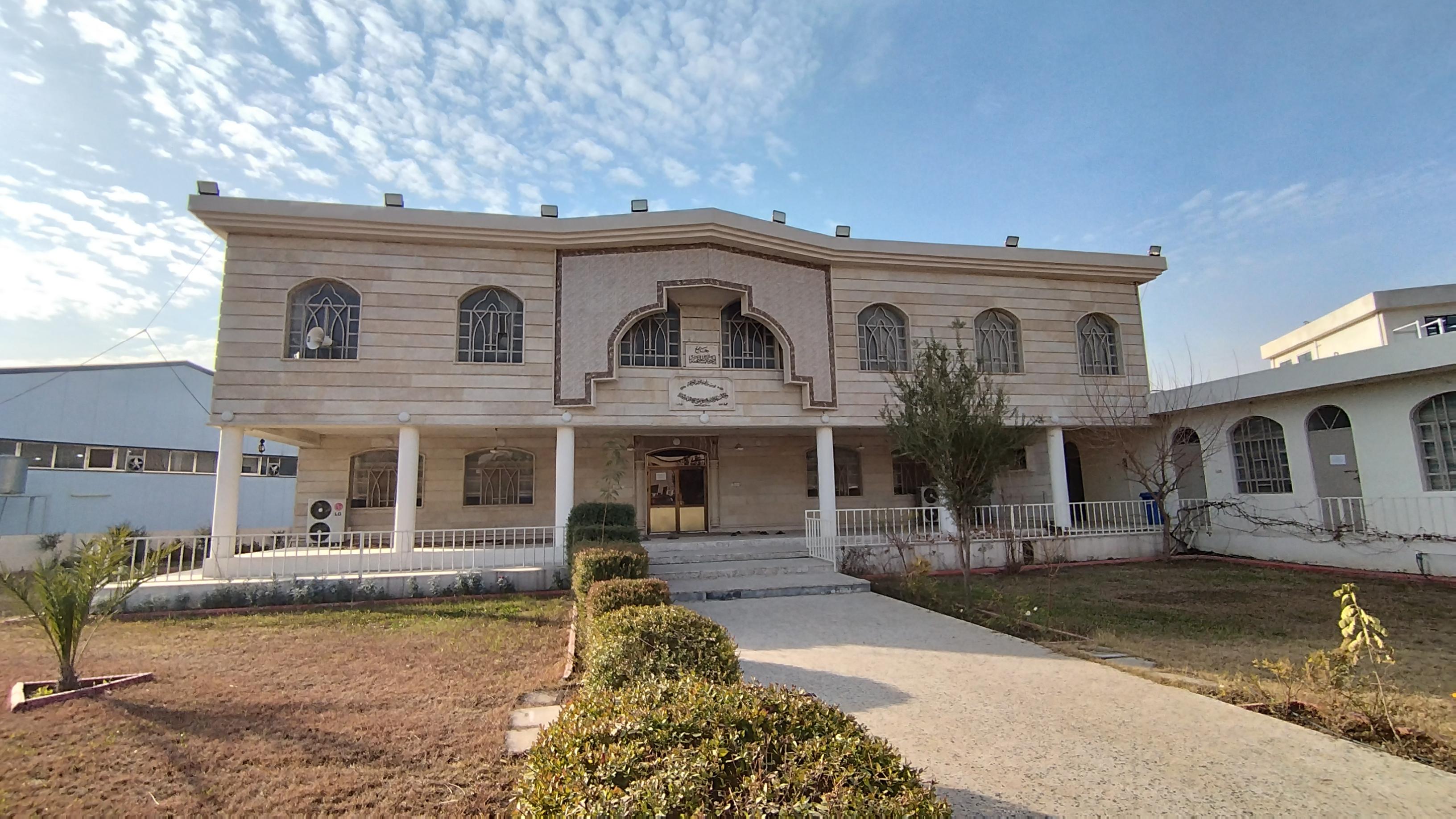
جامع أصحاب الميمنة
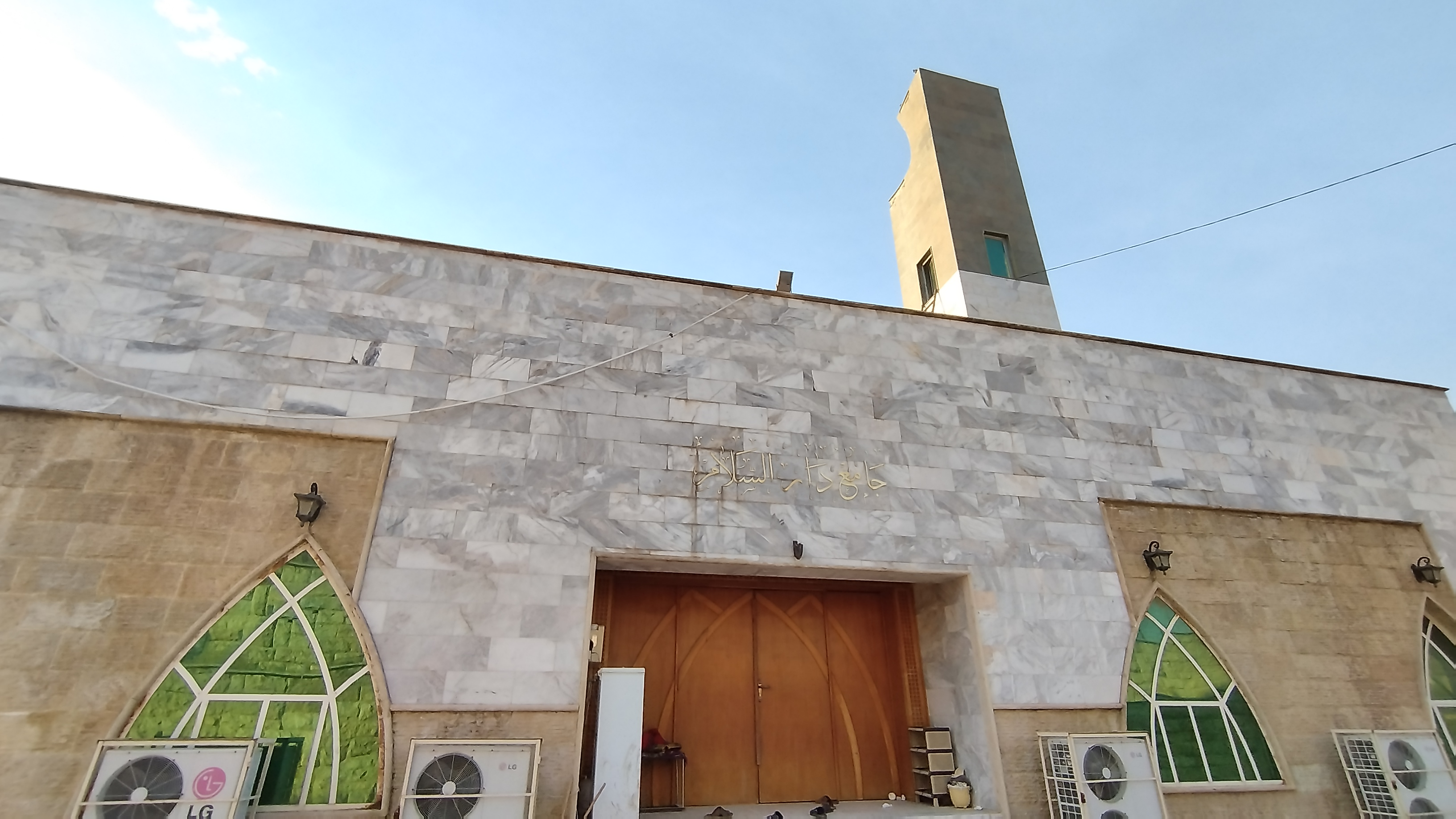
مدخل جامع دار السلام
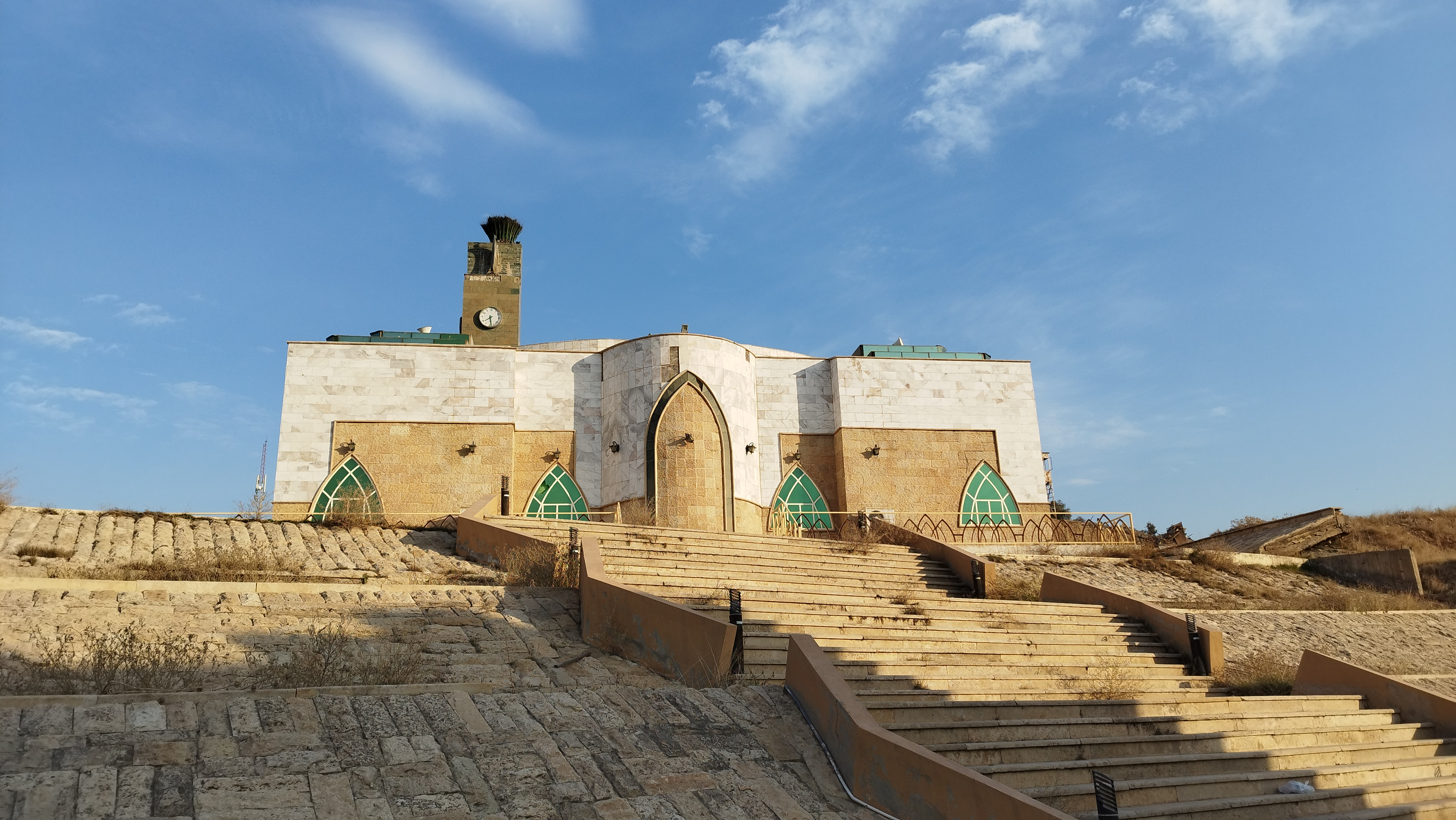
جامع دار السلام